# كلية العلوم الإدارية (جامعة المغتربين)
كلية العلوم الإدارية هي إحدى كليات جامعة المغتربين، تأسست عام 2010 في السودان .

## برنامج الكلية
يمنح البرنامج درجة البكالريوس في العلوم الإدارية من خلال خمسة ة تخصصات هي:
1. إدارة الأعمال.
2. المحاسبة.
3. البنوك والتمويل.
4. التسويق.
5. إدارة المكاتب والسكرتارية.

## الأهمية والأهداف

### الأهمية
تنبع أهميته من أن الإدارة تعتبر المدخل الرئيسي لعملية التنمية الاقتصادية والاجتماعية حيث أكدت ذلك الاستراتيجية القومية الشاملة (1992-2002) والاستراتيجية ربع القرنية، كما يهدف هذا البرنامج إلى رفع قدرات العاملين في مجال الإدارة والمحاسبة ورفع كفاءتهم المهنية ومن ثم يستهدف البرنامج العاملين في مرافق الدولة المختلفة ومؤسسات القطاع الخاص والمنظمات الطوعية الذين يشغلون مناصب إدارية أو محاسبية الآن أو من الذين يتوقعون ذلك في المستقبل.

### الأهداف
تتمثل أهداف البرنامج في الأتي:
1. السعي لإيجاد الخبرات اللازمة في مختلف التخصصات مثل إدارة الأعمال والمحاسبة والتسويق والإدارة المالية وغيرها وتوفيرها للمجتمع أفراد ومؤسسات.
2. إعداد الطلاب لفرص وظيفية متميزة من خلال التدريس لمسارات مختلفة باللغة الإنكليزية وتدريبهم على مختلف تطبيقات الحاسب الآلي في مجال إدارة الأعمال.
3. تطوير المعايير والمناهج التعليمية الملائمة من خلال التقويم المستمر والمراجعة الدورية لتوفير بيئة تعليمية متميزة.
4. مشاركة الكلية الفاعلة في مجال التطوير والتدريب مع القطاع الخاص للارتقاء بالبيئة الاجتماعية وفتح مجال التعليم والتدريب لجميع الراغبين.
5. تطوير المهارات القيادية والعمل الجماعي واتخاذ القرار لجميع منسوبي الكلية من طلاب وطالبات وأعضاء هيئة تدريس وإداريين.
6. السعي لجلب الخبرات الإدارية وكل ما هو جديد في مجال إدارة الأعمال من خلال تنظيم المؤتمرات والندوات العلمية.

## مدة الدراسة
ثمانية فصول دراسية (150 ساعة معتمدة لتخصصي إدارة الأعمال والتسويق و153 ساعة معتمدة لتخصصي المحاسبة، التمويل والبنوك) يحصل بعدها الدارس على درجة البكالوريوس في التخصص المعني وذلك بعد إستيفاء متطلبات التخرج.